# Chilobrachys fimbriatus
Chilobrachys fimbriatus is een spinnensoort uit de familie van de vogelspinnen (Theraphosidae).
De wetenschappelijke naam van de soort werd in 1899 gepubliceerd door Reginald Innes Pocock.
De soort komt lokaal voor in Maharashtra en Karnataka (India). Hoewel de populatietrend afnemend is staat de soort op de Rode Lijst van de IUCN als niet bedreigd (Least Concern).